# Diptychus
 Diptychus és un gènere de peixos de la família dels ciprínids i de l'ordre dels cipriniformes.

## Taxonomia
- Diptychus chungtienensis (Tsao, 1964)
- Diptychus kaznakovi (Nikolskii, 1903)
- Diptychus maculatus (Steindachner, 1866)
- Diptychus sewerzowi (Kessler, 1872)[2][3][4][5][6][7]